# Lukas Plöchl
Lukas Plöchl (* 28. April 1989 in Freistadt), auch bekannt als Wendja und G-Neila, ist ein österreichischer Rapper aus Freistadt.  Bekannt wurde er zunächst als Solomusiker, drei Jahre später durch das Hip-Hop-Duo Trackshittaz und seine Teilnahme an der Castingshow Helden von morgen im ORF, bei der er Zweiter wurde.

## Leben
Lukas Plöchls Vater Liu Yan Jun stammt aus der Volksrepublik China und ist Trainer des österreichischen Tischtennis-Damennationalteams. Bereits in jungen Jahren hatte Sport für Plöchl einen hohen Stellenwert, wobei er sowohl Tischtennis- wie auch Fußballtraining absolvierte, bevor er sich für Musik und Bodybuilding zu interessieren begann. Nach dem Besuch der Handelsakademie in Freistadt begann er an der Wirtschaftsuniversität Wien Betriebswirtschaftslehre zu studieren.
Ab 2007 trat Lukas Plöchl als G-Neila – eine Abwandlung des Mundartausdrucks tschinein (hochdeutsch: arbeiten) – auf. Sein Lied Öz Pedan erreichte durch die Verbreitung über YouTube teils nationale Bekanntheit. Das Lied war anfänglich ein eigenproduzierter Klingelton, der sich innerhalb von Plöchls Schule schnell verbreitete und schließlich ins Internet gelangte.
Im Frühjahr 2010 gründete Lukas Plöchl mit Manuel Hoffelner das Duo Trackshittaz, das einige Monate danach mit einer Persiflage des Liedes Alors on danse mit dem Titel Alloa bam Fraunz (hochdeutsch: Allein beim Franz) für Medienaufmerksamkeit sorgte. Plöchl nahm vom 22. Oktober 2010 bis zum 28. Jänner 2011 an der ORF-Castingshow Helden von Morgen teil, wodurch die Bekanntheit der Trackshittaz sowie seiner Person weiter gesteigert wurde. Er belegte schlussendlich den zweiten Platz hinter Cornelia Mooswalder.
Bereits während Helden von Morgen gelangten mehrere Singles der Trackshittaz in die österreichischen Charts, wo sie großteils Platzierungen in den Top 10 bzw. mehrfach sogar die Spitzenposition erreichten. Der Erfolg hielt sich auch nach der Sendung.
Abseits der Trackshittaz schaffte Plöchl es durch ein mit Massimo Schena aufgenommenes Cover von Falcos Vienna Calling in die Charts, genauso wie mit der mit Cornelia Mooswalder aufgenommenen Single Rock the Galaxy.
Mit dem Titel Woki mit deim Popo vertraten Trackshittaz Österreich beim Eurovision Song Contest 2012 in Baku, Aserbaidschan. Sie schieden im Halbfinale als Letztgereihte aus, was in Österreich zu stark negativer Berichterstattung führte. Das zwiespältige Verhältnis zu TV, Print- und Onlinemedien wurde von den Trackshittaz im Videoclip zur Single Geila ois thematisiert.
Am 15. März 2013 veröffentlichte Plöchl die Single Du host ned des Recht, welche auch auf seinem ersten Soloalbum Lukas Plöchl am 5. April 2013 erschien. Während die Single die österreichischen Verkaufscharts verfehlte, erreichte das Album Platz 4. Weiters wurden auch die Singles Freiheit und Am Meer ausgekoppelt.

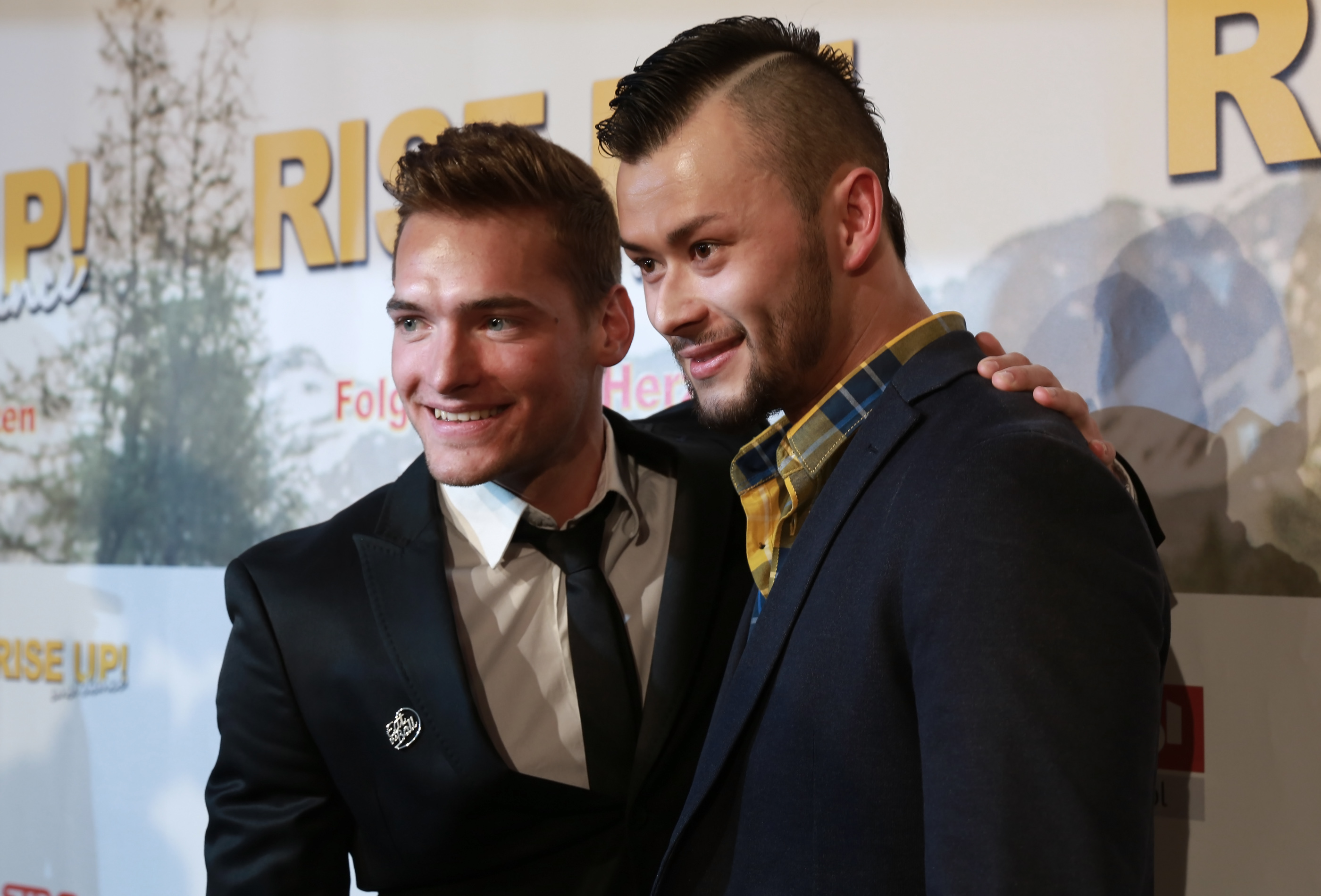
Lukas Plöchl und Vinzenz Wagner bei der Premiere von Rise Up! And Dance (2014)

Abgesehen von seiner Karriere als Musiker erhielt Plöchl 2013 die Rolle des Antagonisten Felix im vom ORF mitproduzierten Kinofilm Rise Up! And Dance. Bei der 2014 ausgestrahlten TV-Musikshow Herz von Österreich des Senders Puls 4 war er Jury-Mitglied.
Seit der Trennung der Trackshittaz im Juli 2015 nennt sich Plöchl in Anlehnung an seinen chinesischen Namen Wendja und somit nur hochdeutsche Songs veröffentlicht. Am 20. Mai 2016 erschien unter dem Namen Wendja die erste Single Vermessung der Welt. Daraufhin folgten noch 2016 die Singles Regen Tanz, Abriss Austria sowie Stadt, Land, Fluss.
Das Album Poet & Prolet folgte am 17. Februar 2017. Darauf erhalten sind neben den bereits erschienenen Singles weitere Songs, welche in vielseitige und abwechslungsreiche Richtungen gehen.
Seit dem Sommer 2018 ist Wendja unabhängig von einem Label, Management usw., macht alles selbstständig, hat sein eigenes Label Moment Mal! Records gegründet und veröffentlichte seitdem die Singles Leb dein Leben, Wenn ich geh sowie Für die Liebe.
Am 28. Jänner 2019 war Wendja bei Treffpunkt Österreich auf Hitradio Ö3 zu Gast.
Am 29. September 2020 wurde er bei The Masked Singer Austria als Klimaheld demaskiert und belegte den fünften Platz.
Am 2. Juli 2021 veröffentlicht er seine 1. EP names Gedanken, wenn ich lauf. Die EP hat insgesamt 5 Songs, zwei davon wurde als Single am 22. Juni 2021 mit Energie und am 16. Mai 2021 mit Wenn ich lauf veröffentlicht.
Lukas Plöchl ist seit 2022 mit Pænda liiert, der Teilnehmerin des Eurovision Song Contest 2019.
Im Sommer 2022 stand er auf der Bühne bei Der König und ich bei den Seefestspielen in Mörbisch.

## Diskografie

### Studioalben
- 2013: Lukas Plöchl
- 2017: Poet & Prolet (als Wendja) (VÖ: 17. Februar 2017)

### EP
- 2021: Gedanken, wenn ich lauf (als Wendja)

### Singles
- 2013: Du host ned des Recht
- 2013: Freiheit (feat. Harry Ahamer)
- 2013: Am Meer
- 2016: Vermessung der Welt (als Wendja)
- 2016: Stadt Land Fluss (als Wendja)
- 2016: Regentanz (als Wendja)
- 2016: Abriss Austria (als Wendja)
- 2018: Leb dein Leben (als Wendja)
- 2018: Wenn ich geh (als Wendja)
- 2019: Für die Liebe (als Wendja)
- 2019: Rein ins Licht (als Wendja)
- 2019: Sanduhr (als Wendja, mit Freshmaker)[11]
- 2020: Quentin Quarantino (als Wendja)
- 2020: Ozean (als Wendja)
- 2021: Glücklich sein (als Wendja)
- 2021: Wenn ich lauf (als Wendja)
- 2021: Energie (als Wendja)
- 2021: Schlaf (als Wendja)
- 2022: Souvenir (als Wendja)